# Sint-Gerardus Majellakerk (Opstal)

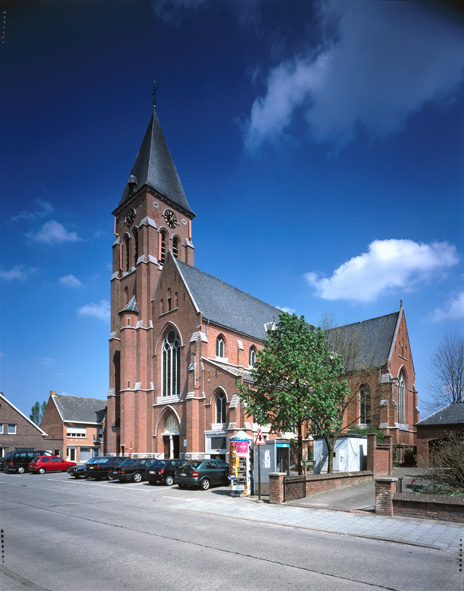
Sint-Gerardus Majellakerk

De Sint-Gerardus Majellakerk is de parochiekerk van de tot de Oost-Vlaamse gemeente Buggenhout behorende plaats Opstal, gelegen aan de Broekstraat 23.

## Geschiedenis
Opstal werd in 1905 verheven tot zelfstandige parochie en in 1906 werd een kerk gebouwd naar ontwerp van Henri Valcke. Rond dezelfde tijd werd een pastorie en klooster annex meisjesschool gebouwd. In 1907 werd een voorlopig kerkhof aangelegd en in 1925 kwam er een definitief kerkhof.

## Gebouw
Het neogotisch bakstenen basilicaal kerkgebouw is naar het noordoosten georiënteerd. Het is een driebeukige kruiskerk met driezijdig afgesloten koor en een links van de voorgevel naastgebouwde toren. Deze toren heeft vier geledingen en wordt gedekt door een tentdak. Aan de toren bevindt zich een traptorentje dat tot de derde geleding reikt.
De kerk heeft een vijfzijdige doopkapel en een zijkapel. Rondom de kerk zijn zeven beeldengroepen in terracotta opgesteld die evenzovele episoden uit het leven van de heilige Theresia verbeelden.
De kunstwerken en het kerkmeubilair dateren hoofdzakelijk uit het eerste kwart van de 20e eeuw. De glas-in-loodramen zijn van 1961-1965.